# Cheirostylis foliosa
Cheirostylis foliosa är en orkidéart som beskrevs av Leonid Vladimirovitj Averjanov. Cheirostylis foliosa ingår i släktet Cheirostylis och familjen orkidéer.
Artens utbredningsområde är Vietnam. Inga underarter finns listade i Catalogue of Life.